# Shaguma

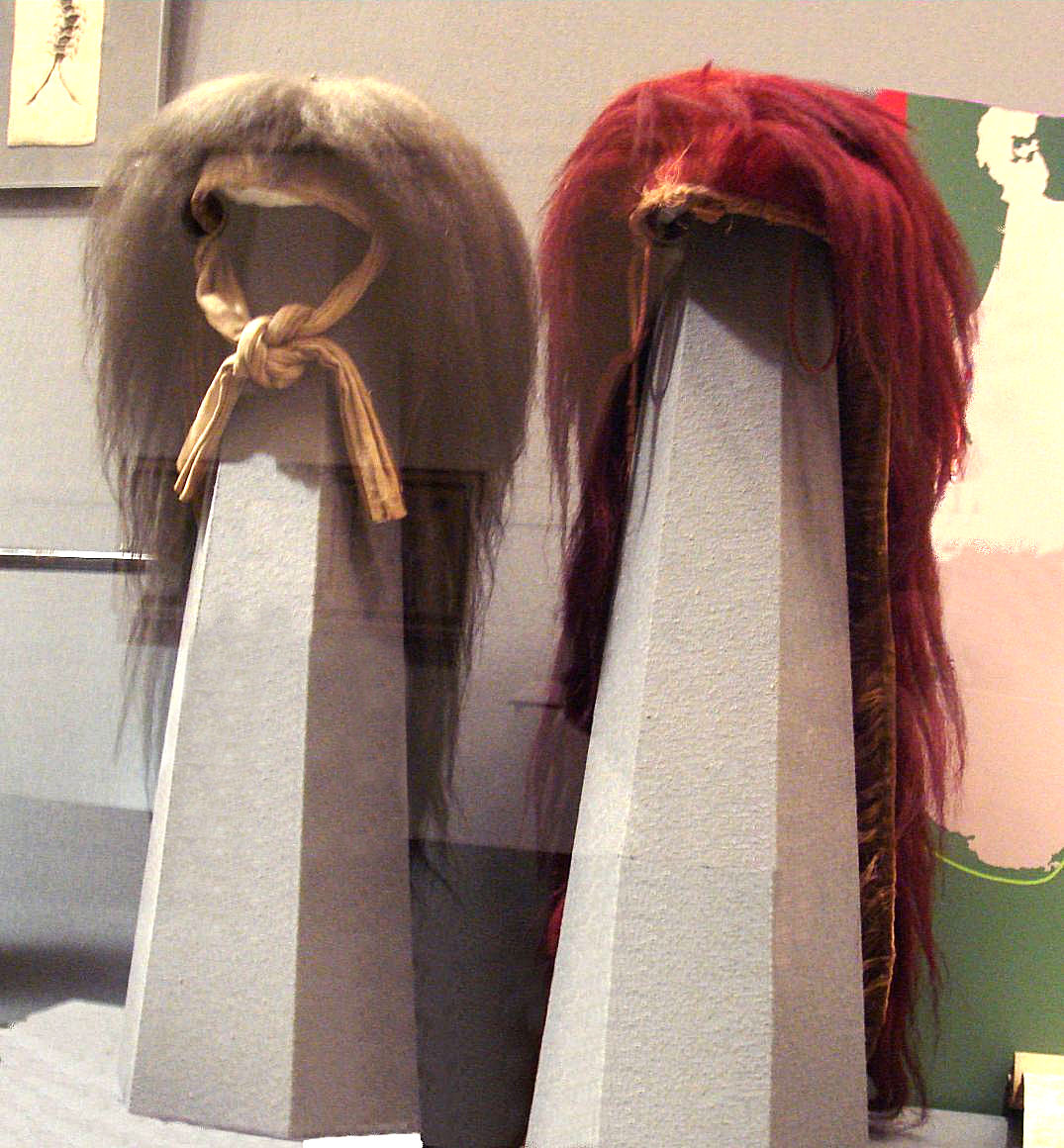
Parrucche del tipo Haguma (a sinistra) e Shaguma (a destra).

Shaguma (赤熊? lett. "Orso rosso") era una tipologia di indumento che i generali delle truppe imperiali giapponesi portavano sul capo durante la guerra Boshin (1868-1869).

## Storia
Dall'aspetto particolare, il copricapo era fatto di lunghi, colorati capelli simili al pelo di orso, da cui trae il nome.
Le parrucche Shaguma (赤熊? lett. "orso rosso") caratterizzavano i soldati del dominio feudale di Tosa, mentre gli Haguma (白熊? lett. "orsi bianchi") appartenenvano al dominio di Chōshū, e i Koguma (黒熊? lett. "orsi neri") provenivano da Satsuma.
Lo Shaguma viene inoltre indossato nel corso di processioni, per esempio all'interno della Festa di Gion. Si ipotizza che il colore rosso sia stato ispirato ai capelli rossi dei mercanti olandesi durante la loro presenza a Nagasaki.

## Nei media
- AA.VV., a.C.d.C.: Le guerriere samurai, Rai Storia, 2015.

## Galleria d'immagini

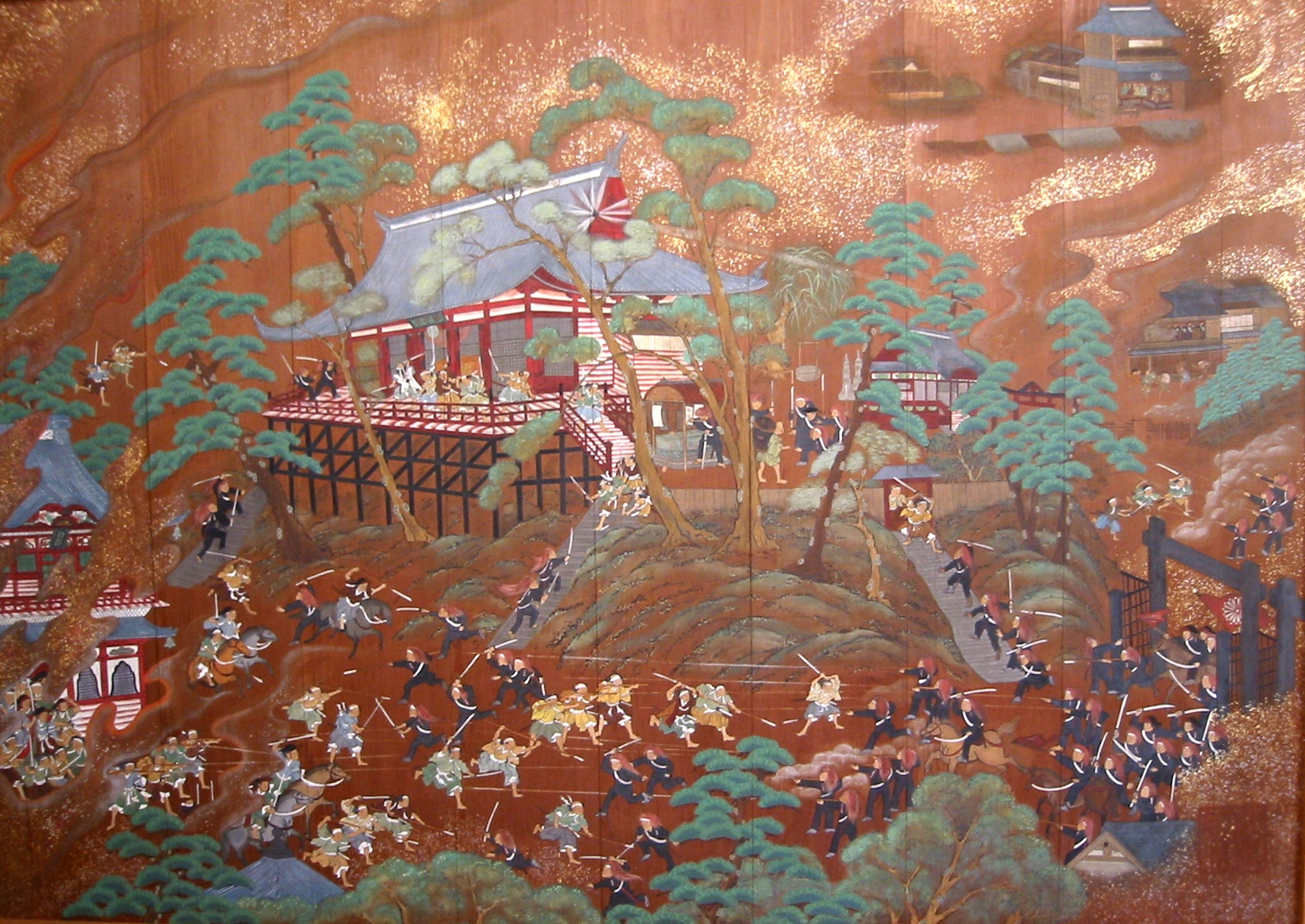
Soldati Shaguma nel corso della battaglia di Ueno, presso il tempio del parco di Ueno.
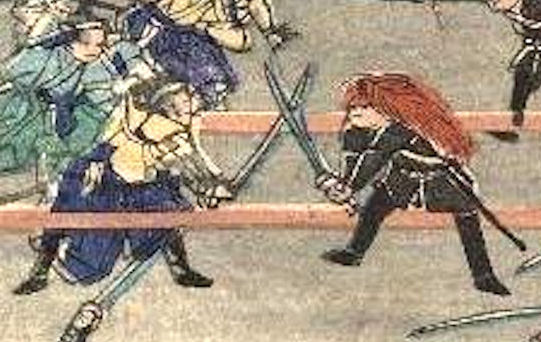
Duello tra un guerriero Shōgitai e un soldato del dominio di Tosa che indossa uno Shaguma, nella battaglia di Ueno.